# Lauren Socha

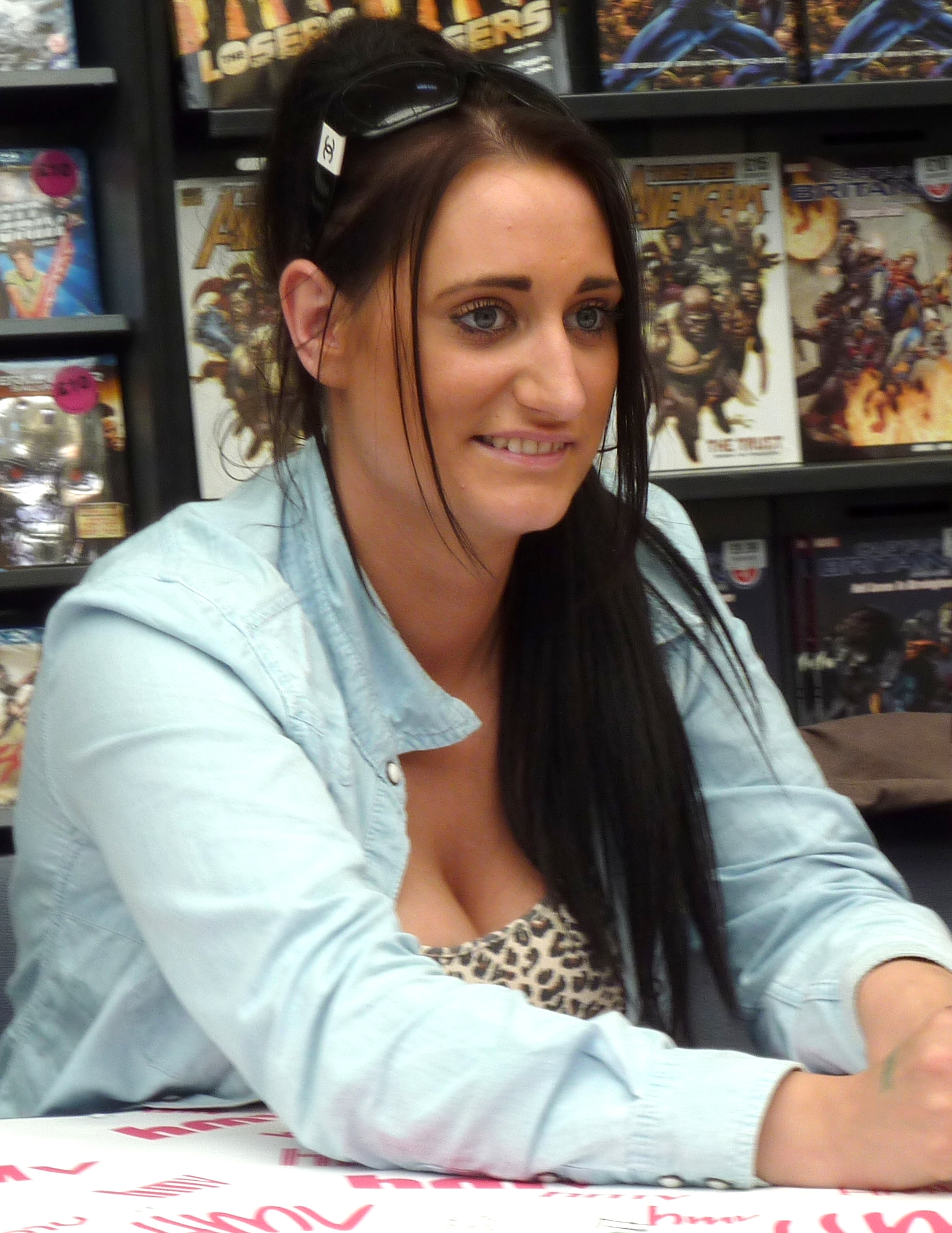
Lauren Socha (2011)

Lauren Marie Socha (* 9. Juni 1990 in Derby, Derbyshire) ist eine britische Schauspielerin.

## Leben
Ihre bekannteste Rolle war die der Kelly Bailey in der britischen Serie Misfits. Für diese Rolle erhielt sie im Jahr 2011 den BAFTA-TV-Award als beste Nebendarstellerin. Bereits ein Jahr zuvor war sie in dieser Kategorie für ihre Rolle im Fernsehfilm The Unloved nominiert gewesen. Sochas älterer Bruder Michael ist ebenfalls Schauspieler. Sie hat eine Tochter (* 2016).

## Filmografie (Auswahl)
- 2006: Scummy Man (Kurzfilm)
- 2008: Summer
- 2009: The Unloved (Fernsehfilm)
- 2009–2011: Misfits (Fernsehserie)
- 2010: Missing (Kurzfilm)
- 2010: Five Daughters (Miniserie)
- 2011: The Child (Kurzfilm)
- 2012: Murder (Fernsehserie)
- 2014: Plebs (Fernsehserie)
- 2015–2019: Catastrophe (Fernsehserie)
- 2017: The Other One (Fernsehserie)
- 2017: Fanged Up
- 2018: Strangeways Here We Come
- 2019: Shed of the Dead